# Asienspiele 2014
Die 17. Asienspiele fanden vom 19. September bis 4. Oktober 2014 in der südkoreanischen Stadt Incheon statt.
Es wurden 437 Wettbewerbe in 36 Sportarten ausgetragen. Alle 45 Mitgliedsverbände des Olympic Council of Asia sandten eine Mannschaft zu den Spielen.
Hauptaustragungsort war das Incheon Asiad Main Stadium.

## Teilnehmende Nationen

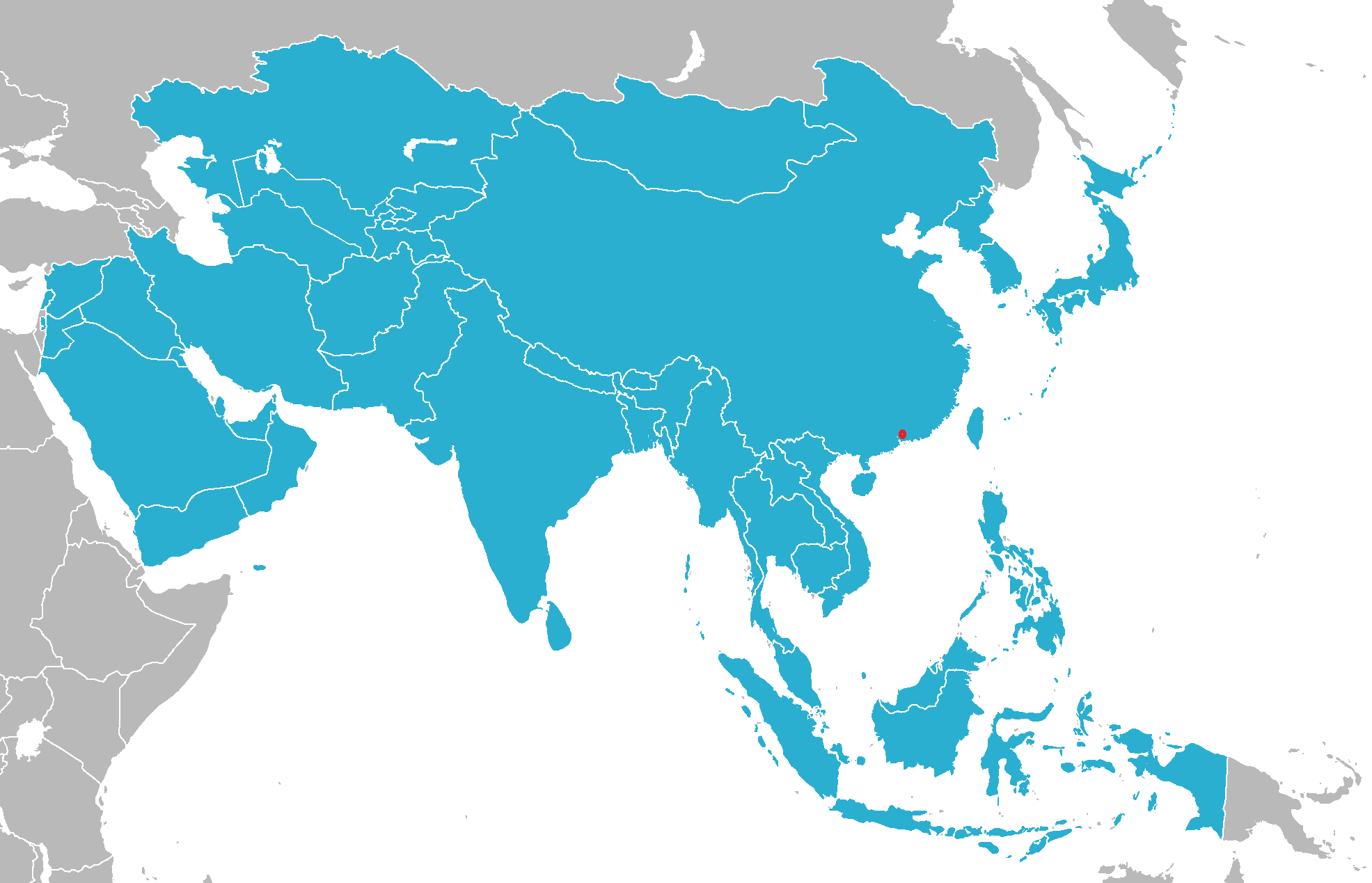
Teilnehmende Nationen

| - Afghanistan - Bangladesch - Bhutan - Bahrain - Brunei - Volksrepublik China - Hongkong - Indien - Indonesien - Irak - Iran - Japan - Jemen - Jordanien - Kambodscha | - Kasachstan - Katar - Kirgisistan - Nordkorea - Südkorea - Kuwait - Laos - Libanon - Macau - Malaysia - Malediven - Mongolei - Myanmar - Nepal - Oman | - Pakistan - Philippinen - Palästina - Saudi-Arabien - Singapur - Sri Lanka - Syrien - Thailand - Tadschikistan - Turkmenistan - Osttimor - Chinesisch Taipeh - Usbekistan - Vereinigte Arabische Emirate - Vietnam |

## Sportarten und Termine
Legende zum nachfolgend dargestellten Wettkampfprogramm:
|  | Eröffnungs- und Abschlusszeremonie |  | Qualifikationswettkämpfe |  | Finalentscheidungen |

Letzte Spalte: Gesamtanzahl der Entscheidungen in den einzelnen Sportarten
| Zeitplan der Asienspiele 2014 (mit Anzahl der Entscheidungen) | Zeitplan der Asienspiele 2014 (mit Anzahl der Entscheidungen) | Zeitplan der Asienspiele 2014 (mit Anzahl der Entscheidungen) | Zeitplan der Asienspiele 2014 (mit Anzahl der Entscheidungen) | Zeitplan der Asienspiele 2014 (mit Anzahl der Entscheidungen) | Zeitplan der Asienspiele 2014 (mit Anzahl der Entscheidungen) | Zeitplan der Asienspiele 2014 (mit Anzahl der Entscheidungen) | Zeitplan der Asienspiele 2014 (mit Anzahl der Entscheidungen) | Zeitplan der Asienspiele 2014 (mit Anzahl der Entscheidungen) | Zeitplan der Asienspiele 2014 (mit Anzahl der Entscheidungen) | Zeitplan der Asienspiele 2014 (mit Anzahl der Entscheidungen) | Zeitplan der Asienspiele 2014 (mit Anzahl der Entscheidungen) | Zeitplan der Asienspiele 2014 (mit Anzahl der Entscheidungen) | Zeitplan der Asienspiele 2014 (mit Anzahl der Entscheidungen) | Zeitplan der Asienspiele 2014 (mit Anzahl der Entscheidungen) | Zeitplan der Asienspiele 2014 (mit Anzahl der Entscheidungen) | Zeitplan der Asienspiele 2014 (mit Anzahl der Entscheidungen) | Zeitplan der Asienspiele 2014 (mit Anzahl der Entscheidungen) | Zeitplan der Asienspiele 2014 (mit Anzahl der Entscheidungen) | Zeitplan der Asienspiele 2014 (mit Anzahl der Entscheidungen) | Zeitplan der Asienspiele 2014 (mit Anzahl der Entscheidungen) | Zeitplan der Asienspiele 2014 (mit Anzahl der Entscheidungen) | Zeitplan der Asienspiele 2014 (mit Anzahl der Entscheidungen) |
|                                                               | So                                                            | Mo                                                            | Di                                                            | Mi                                                            | Do                                                            | Fr                                                            | Sa                                                            | So                                                            | Mo                                                            | Di                                                            | Mi                                                            | Do                                                            | Fr                                                            | Sa                                                            | So                                                            | Mo                                                            | Di                                                            | Mi                                                            | Do                                                            | Fr                                                            | Sa                                                            | Gesamt                                                        |
| September                                                     | 14.                                                           | 15.                                                           | 16.                                                           | 17.                                                           | 18.                                                           | 19.                                                           | 20.                                                           | 21.                                                           | 22.                                                           | 23.                                                           | 24.                                                           | 25.                                                           | 26.                                                           | 27.                                                           | 28.                                                           | 29.                                                           | 30.                                                           | 1.                                                            | 2.                                                            | 3.                                                            | 4.                                                            | Oktober                                                       |
| ------------------------------------------------------------- | ------------------------------------------------------------- | ------------------------------------------------------------- | ------------------------------------------------------------- | ------------------------------------------------------------- | ------------------------------------------------------------- | ------------------------------------------------------------- | ------------------------------------------------------------- | ------------------------------------------------------------- | ------------------------------------------------------------- | ------------------------------------------------------------- | ------------------------------------------------------------- | ------------------------------------------------------------- | ------------------------------------------------------------- | ------------------------------------------------------------- | ------------------------------------------------------------- | ------------------------------------------------------------- | ------------------------------------------------------------- | ------------------------------------------------------------- | ------------------------------------------------------------- | ------------------------------------------------------------- | ------------------------------------------------------------- | ------------------------------------------------------------- |
| Eröffnung                                                     |                                                               |                                                               |                                                               |                                                               |                                                               |                                                               |                                                               |                                                               |                                                               |                                                               |                                                               |                                                               |                                                               |                                                               |                                                               |                                                               |                                                               |                                                               |                                                               |                                                               |                                                               |                                                               |
| Badminton                                                     |                                                               |                                                               |                                                               |                                                               |                                                               |                                                               |                                                               |                                                               | 1                                                             | 1                                                             |                                                               |                                                               |                                                               | 1                                                             | 2                                                             | 2                                                             |                                                               |                                                               |                                                               |                                                               |                                                               | 7                                                             |
| Baseball                                                      |                                                               |                                                               |                                                               |                                                               |                                                               |                                                               |                                                               |                                                               |                                                               |                                                               |                                                               |                                                               |                                                               |                                                               | 1                                                             |                                                               |                                                               |                                                               |                                                               |                                                               |                                                               | 1                                                             |
| Basketball                                                    |                                                               |                                                               |                                                               |                                                               |                                                               |                                                               |                                                               |                                                               |                                                               |                                                               |                                                               |                                                               |                                                               |                                                               |                                                               |                                                               |                                                               |                                                               | 1                                                             | 1                                                             |                                                               | 2                                                             |
| Beachvolleyball                                               |                                                               |                                                               |                                                               |                                                               |                                                               |                                                               |                                                               |                                                               |                                                               |                                                               |                                                               |                                                               |                                                               |                                                               | 1                                                             | 1                                                             |                                                               |                                                               |                                                               |                                                               |                                                               | 2                                                             |
| Bogenschießen                                                 |                                                               |                                                               |                                                               |                                                               |                                                               |                                                               |                                                               |                                                               |                                                               |                                                               |                                                               |                                                               |                                                               | 4                                                             | 4                                                             |                                                               |                                                               |                                                               |                                                               |                                                               |                                                               | 8                                                             |
| Bowling                                                       |                                                               |                                                               |                                                               |                                                               |                                                               |                                                               |                                                               |                                                               |                                                               | 1                                                             | 1                                                             | 1                                                             | 1                                                             |                                                               | 2                                                             |                                                               | 4                                                             |                                                               | 2                                                             |                                                               |                                                               | 12                                                            |
| Boxen                                                         |                                                               |                                                               |                                                               |                                                               |                                                               |                                                               |                                                               |                                                               |                                                               |                                                               |                                                               |                                                               |                                                               |                                                               |                                                               |                                                               |                                                               | 3                                                             |                                                               | 10                                                            |                                                               | 13                                                            |
| Cricket                                                       |                                                               |                                                               |                                                               |                                                               |                                                               |                                                               |                                                               |                                                               |                                                               |                                                               |                                                               |                                                               | 1                                                             |                                                               |                                                               |                                                               |                                                               |                                                               |                                                               | 1                                                             |                                                               | 2                                                             |
| Fechten                                                       |                                                               |                                                               |                                                               |                                                               |                                                               |                                                               | 2                                                             | 2                                                             | 2                                                             | 2                                                             | 2                                                             | 2                                                             |                                                               |                                                               |                                                               |                                                               |                                                               |                                                               |                                                               |                                                               |                                                               | 12                                                            |
| Feldhockey                                                    |                                                               |                                                               |                                                               |                                                               |                                                               |                                                               |                                                               |                                                               |                                                               |                                                               |                                                               |                                                               |                                                               |                                                               |                                                               |                                                               |                                                               | 1                                                             | 1                                                             |                                                               |                                                               | 2                                                             |
| Fußball                                                       |                                                               |                                                               |                                                               |                                                               |                                                               |                                                               |                                                               |                                                               |                                                               |                                                               |                                                               |                                                               |                                                               |                                                               |                                                               |                                                               |                                                               | 1                                                             | 1                                                             |                                                               |                                                               | 2                                                             |
| Gewichtheben                                                  |                                                               |                                                               |                                                               |                                                               |                                                               |                                                               | 2                                                             | 2                                                             | 2                                                             | 2                                                             | 2                                                             | 2                                                             | 3                                                             |                                                               |                                                               |                                                               |                                                               |                                                               |                                                               |                                                               |                                                               | 15                                                            |
| Golf                                                          |                                                               |                                                               |                                                               |                                                               |                                                               |                                                               |                                                               |                                                               |                                                               |                                                               |                                                               |                                                               |                                                               |                                                               | 4                                                             |                                                               |                                                               |                                                               |                                                               |                                                               |                                                               | 4                                                             |
| Handball                                                      |                                                               |                                                               |                                                               |                                                               |                                                               |                                                               |                                                               |                                                               |                                                               |                                                               |                                                               |                                                               |                                                               |                                                               |                                                               |                                                               |                                                               | 1                                                             | 1                                                             |                                                               |                                                               | 2                                                             |
| Judo                                                          |                                                               |                                                               |                                                               |                                                               |                                                               |                                                               | 4                                                             | 5                                                             | 5                                                             | 2                                                             |                                                               |                                                               |                                                               |                                                               |                                                               |                                                               |                                                               |                                                               |                                                               |                                                               |                                                               | 16                                                            |
| Kabaddi                                                       |                                                               |                                                               |                                                               |                                                               |                                                               |                                                               |                                                               |                                                               |                                                               |                                                               |                                                               |                                                               |                                                               |                                                               |                                                               |                                                               |                                                               |                                                               |                                                               | 2                                                             |                                                               | 2                                                             |
| Kanu                                                          |                                                               |                                                               |                                                               |                                                               |                                                               |                                                               |                                                               |                                                               |                                                               |                                                               |                                                               |                                                               |                                                               |                                                               |                                                               | 12                                                            |                                                               |                                                               | 4                                                             |                                                               |                                                               | 16                                                            |
| Karate                                                        |                                                               |                                                               |                                                               |                                                               |                                                               |                                                               |                                                               |                                                               |                                                               |                                                               |                                                               |                                                               |                                                               |                                                               |                                                               |                                                               |                                                               |                                                               | 5                                                             | 5                                                             | 3                                                             | 13                                                            |
| Leichtathletik                                                |                                                               |                                                               |                                                               |                                                               |                                                               |                                                               |                                                               |                                                               |                                                               |                                                               |                                                               |                                                               |                                                               | 5                                                             | 8                                                             | 7                                                             | 4                                                             | 11                                                            | 11                                                            | 1                                                             |                                                               | 47                                                            |
| Moderner Fünfkampf                                            |                                                               |                                                               |                                                               |                                                               |                                                               |                                                               |                                                               |                                                               |                                                               |                                                               |                                                               |                                                               |                                                               |                                                               |                                                               |                                                               |                                                               |                                                               | 2                                                             | 2                                                             |                                                               | 4                                                             |
| Radsport                                                      |                                                               |                                                               |                                                               |                                                               |                                                               |                                                               | 2                                                             | 2                                                             | 1                                                             | 1                                                             | 1                                                             | 3                                                             |                                                               | 2                                                             | 1                                                             | 1                                                             | 2                                                             | 2                                                             |                                                               |                                                               |                                                               | 18                                                            |
| Reiten                                                        |                                                               |                                                               |                                                               |                                                               |                                                               |                                                               | 1                                                             |                                                               |                                                               | 1                                                             |                                                               |                                                               | 2                                                             |                                                               | 1                                                             |                                                               | 1                                                             |                                                               |                                                               |                                                               |                                                               | 6                                                             |
| Rhythmische Sportgymnastik                                    |                                                               |                                                               |                                                               |                                                               |                                                               |                                                               |                                                               |                                                               |                                                               |                                                               |                                                               |                                                               |                                                               |                                                               |                                                               |                                                               |                                                               | 1                                                             | 1                                                             |                                                               |                                                               | 2                                                             |
| Ringen                                                        |                                                               |                                                               |                                                               |                                                               |                                                               |                                                               |                                                               |                                                               |                                                               |                                                               |                                                               |                                                               |                                                               | 4                                                             | 4                                                             | 4                                                             | 4                                                             | 4                                                             |                                                               |                                                               |                                                               | 20                                                            |
| Rudern                                                        |                                                               |                                                               |                                                               |                                                               |                                                               |                                                               |                                                               |                                                               |                                                               |                                                               | 7                                                             | 7                                                             |                                                               |                                                               |                                                               |                                                               |                                                               |                                                               |                                                               |                                                               |                                                               | 14                                                            |
| Schießen                                                      |                                                               |                                                               |                                                               |                                                               |                                                               |                                                               | 4                                                             | 4                                                             | 4                                                             | 4                                                             | 4                                                             | 10                                                            | 6                                                             | 6                                                             |                                                               |                                                               | 2                                                             |                                                               |                                                               |                                                               |                                                               | 44                                                            |
| Schwimmen                                                     |                                                               |                                                               |                                                               |                                                               |                                                               |                                                               |                                                               | 6                                                             | 6                                                             | 7                                                             | 7                                                             | 6                                                             | 6                                                             |                                                               |                                                               |                                                               |                                                               |                                                               |                                                               |                                                               |                                                               | 38                                                            |
| Segeln                                                        |                                                               |                                                               |                                                               |                                                               |                                                               |                                                               |                                                               |                                                               |                                                               |                                                               |                                                               |                                                               |                                                               |                                                               |                                                               |                                                               | 13                                                            | 1                                                             |                                                               |                                                               |                                                               | 14                                                            |
| Sepak Takraw                                                  |                                                               |                                                               |                                                               |                                                               |                                                               |                                                               |                                                               |                                                               | 2                                                             |                                                               |                                                               |                                                               |                                                               |                                                               | 2                                                             |                                                               |                                                               |                                                               |                                                               | 2                                                             |                                                               | 6                                                             |
| 7er-Rugby                                                     |                                                               |                                                               |                                                               |                                                               |                                                               |                                                               |                                                               |                                                               |                                                               |                                                               |                                                               |                                                               |                                                               |                                                               |                                                               |                                                               |                                                               |                                                               | 2                                                             |                                                               |                                                               | 2                                                             |
| Soft Tennis                                                   |                                                               |                                                               |                                                               |                                                               |                                                               |                                                               |                                                               |                                                               |                                                               |                                                               |                                                               |                                                               |                                                               |                                                               |                                                               |                                                               | 2                                                             | 1                                                             | 2                                                             |                                                               | 2                                                             | 7                                                             |
| Softball                                                      |                                                               |                                                               |                                                               |                                                               |                                                               |                                                               |                                                               |                                                               |                                                               |                                                               |                                                               |                                                               |                                                               |                                                               |                                                               |                                                               |                                                               |                                                               | 1                                                             |                                                               |                                                               | 1                                                             |
| Squash                                                        |                                                               |                                                               |                                                               |                                                               |                                                               |                                                               |                                                               |                                                               |                                                               | 2                                                             |                                                               |                                                               |                                                               | 2                                                             |                                                               |                                                               |                                                               |                                                               |                                                               |                                                               |                                                               | 4                                                             |
| Synchronschwimmen                                             |                                                               |                                                               |                                                               |                                                               |                                                               |                                                               | 1                                                             |                                                               | 1                                                             | 1                                                             |                                                               |                                                               |                                                               |                                                               |                                                               |                                                               |                                                               |                                                               |                                                               |                                                               |                                                               | 3                                                             |
| Taekwondo                                                     |                                                               |                                                               |                                                               |                                                               |                                                               |                                                               |                                                               |                                                               |                                                               |                                                               |                                                               |                                                               |                                                               |                                                               |                                                               |                                                               | 4                                                             | 4                                                             | 4                                                             | 4                                                             |                                                               | 16                                                            |
| Tennis                                                        |                                                               |                                                               |                                                               |                                                               |                                                               |                                                               |                                                               |                                                               |                                                               |                                                               | 2                                                             |                                                               |                                                               |                                                               |                                                               | 3                                                             | 2                                                             |                                                               |                                                               |                                                               |                                                               | 7                                                             |
| Tischtennis                                                   |                                                               |                                                               |                                                               |                                                               |                                                               |                                                               |                                                               |                                                               |                                                               |                                                               |                                                               |                                                               |                                                               |                                                               |                                                               |                                                               | 2                                                             |                                                               |                                                               | 3                                                             | 2                                                             | 7                                                             |
| Trampolinturnen                                               |                                                               |                                                               |                                                               |                                                               |                                                               |                                                               |                                                               |                                                               |                                                               |                                                               |                                                               |                                                               | 2                                                             |                                                               |                                                               |                                                               |                                                               |                                                               |                                                               |                                                               |                                                               | 2                                                             |
| Triathlon                                                     |                                                               |                                                               |                                                               |                                                               |                                                               |                                                               |                                                               |                                                               |                                                               |                                                               |                                                               | 2                                                             | 1                                                             |                                                               |                                                               |                                                               |                                                               |                                                               |                                                               |                                                               |                                                               | 3                                                             |
| Turnen                                                        |                                                               |                                                               |                                                               |                                                               |                                                               |                                                               |                                                               | 1                                                             | 1                                                             | 2                                                             | 5                                                             | 5                                                             |                                                               |                                                               |                                                               |                                                               |                                                               |                                                               |                                                               |                                                               |                                                               | 14                                                            |
| Volleyball                                                    |                                                               |                                                               |                                                               |                                                               |                                                               |                                                               |                                                               |                                                               |                                                               |                                                               |                                                               |                                                               |                                                               |                                                               |                                                               |                                                               |                                                               |                                                               | 1                                                             | 1                                                             |                                                               | 2                                                             |
| Wasserball                                                    |                                                               |                                                               |                                                               |                                                               |                                                               |                                                               |                                                               |                                                               |                                                               |                                                               | 1                                                             |                                                               |                                                               |                                                               |                                                               |                                                               |                                                               | 1                                                             |                                                               |                                                               |                                                               | 2                                                             |
| Wasserspringen                                                |                                                               |                                                               |                                                               |                                                               |                                                               |                                                               |                                                               |                                                               |                                                               |                                                               |                                                               |                                                               |                                                               |                                                               |                                                               | 2                                                             | 2                                                             | 2                                                             | 2                                                             | 2                                                             |                                                               | 10                                                            |
| Wushu                                                         |                                                               |                                                               |                                                               |                                                               |                                                               |                                                               | 2                                                             | 2                                                             | 2                                                             | 2                                                             | 7                                                             |                                                               |                                                               |                                                               |                                                               |                                                               |                                                               |                                                               |                                                               |                                                               |                                                               | 15                                                            |
| Abschluss                                                     |                                                               |                                                               |                                                               |                                                               |                                                               |                                                               |                                                               |                                                               |                                                               |                                                               |                                                               |                                                               |                                                               |                                                               |                                                               |                                                               |                                                               |                                                               |                                                               |                                                               |                                                               |                                                               |
| Medaillenentscheidungen                                       |                                                               |                                                               |                                                               |                                                               |                                                               |                                                               | 18                                                            | 24                                                            | 27                                                            | 28                                                            | 39                                                            | 38                                                            | 22                                                            | 24                                                            | 30                                                            | 32                                                            | 42                                                            | 33                                                            | 41                                                            | 34                                                            | 7                                                             | 439                                                           |
| September                                                     | 14.                                                           | 15.                                                           | 16.                                                           | 17.                                                           | 18.                                                           | 19.                                                           | 20.                                                           | 21.                                                           | 22.                                                           | 23.                                                           | 24.                                                           | 25.                                                           | 26.                                                           | 27.                                                           | 28.                                                           | 29.                                                           | 30.                                                           | 1.                                                            | 2.                                                            | 3.                                                            | 4.                                                            |                                                               |
|                                                               | So                                                            | Mo                                                            | Di                                                            | Mi                                                            | Do                                                            | Fr                                                            | Sa                                                            | So                                                            | Mo                                                            | Di                                                            | Mi                                                            | Do                                                            | Fr                                                            | Sa                                                            | So                                                            | Mo                                                            | Di                                                            | Mi                                                            | Do                                                            | Fr                                                            | Sa                                                            | Gesamt                                                        |

## Medaillenspiegel
China führte den Medaillenspiegel mit 151 Goldmedaillen zum neunten Mal in Folge an. Insgesamt 37 Teilnehmerstaaten gewannen mindestens eine Medaille, 28 davon mindestens einmal Gold. Kambodscha gewann im Taekwondo die erste Goldmedaille bei Asienspielen.
| Pos                            | Land                | Gold | Silber | Bronze | Gesamt |
| 1                              | Volksrepublik China | 151  | 108    | 83     | 342    |
| 2                              | Südkorea            | 79   | 71     | 84     | 234    |
| 3                              | Japan               | 47   | 76     | 77     | 200    |
| 4                              | Kasachstan          | 28   | 23     | 33     | 84     |
| 5                              | Iran                | 21   | 18     | 18     | 57     |
| 6                              | Thailand            | 12   | 7      | 28     | 47     |
| 7                              | Nordkorea           | 11   | 11     | 14     | 36     |
| 8                              | Indien              | 11   | 10     | 36     | 57     |
| 9                              | Chinesisch Taipeh   | 10   | 18     | 23     | 51     |
| 10                             | Katar               | 10   | 0      | 4      | 14     |
| Vollständiger Medaillenspiegel |                     |      |        |        |        |